# Pangtang
Pangtang (nepalski: पाङताङ) – gaun wikas samiti w środkowej części Nepalu  w strefie Bagmati w dystrykcie Sindhupalchowk. Według nepalskiego spisu powszechnego z 2001 roku liczył on 476 gospodarstw domowych i 2623 mieszkańców (1322 kobiet i 1301 mężczyzn).